# وارتبرگ آن در کرمس
وارتبرگ آن در کرمس (به آلمانی: Wartberg an der Krems) یک منطقهٔ مسکونی در اتریش است که در ناحیه کورچ‌دروف ان در کرمس واقع شده‌است.

## خصوصیات
وارتبرگ آن در کرمس ۳۱٫۶ کیلومترمربع مساحت دارد  ۳۸۵ متر بالاتر از سطح دریا واقع شده‌است.